# Oppiano di Anazarbo
Oppiano di Anazarbo (in greco: Ὀππιανός, Oppianòs) (Anazarbo o Corico, II secolo – fine II secolo) è stato un poeta greco antico, vissuto durante il regno di Marco Aurelio.

## Biografia
Nativo della Cilicia, a trent'anni circa seguì il padre nel suo esilio sull'isola di Melite nel Mar Adriatico, dove scrisse un poema sulla pesca (Halieutica), dedicato a Marco Aurelio ed al figlio Commodo.
Ottenne così dall'imperatore il perdono per il padre, oltre a una ricompensa. Tornato in patria, morì durante una pestilenza.

## GliHalieutica

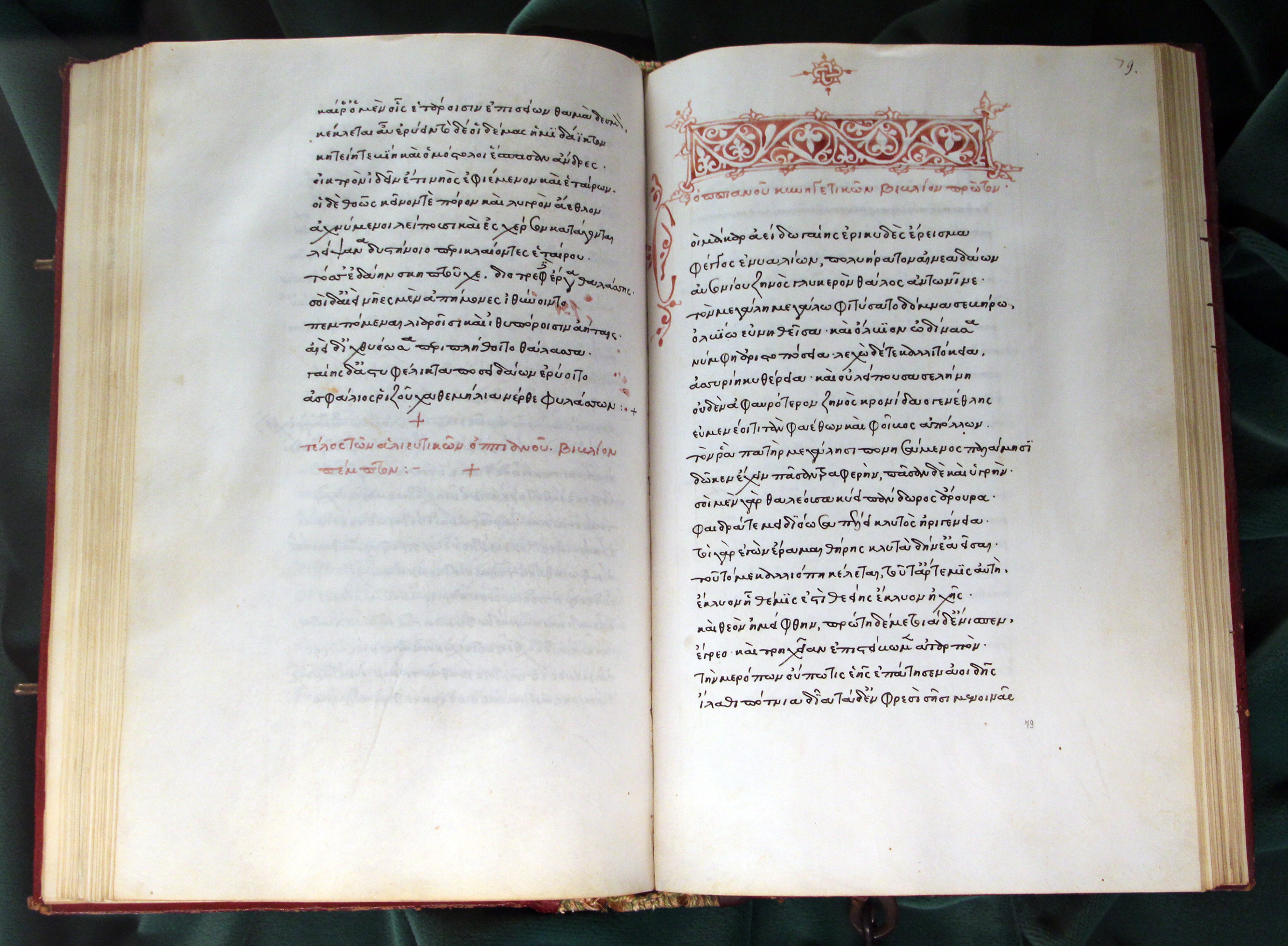
Explicit degli Halieutica in un manoscritto veneziano del 1470 ca. (Biblioteca Medicea Laurenziana, pluteo 86.21)

Il poema didascalico di Oppiano, di 3506 versi esametri, è in cinque libri, ciascuno con un proprio proemio.
Il libro I, di 797 versi, tratta dell'accoppiamento di vari pesci, molluschi, delfino, squalo, ostrica; nel II, di vv. 688, si parla di predazione dei pesci, torpedine, granchio, pesci velenosi, delfini. Il libro III, di 648 versi, descrive il pescatore ideale e la sua attrezzatura, per poi concentrarsi su esemplari come murena, torpedine, seppia, pescespada, dentice; nel libro IV, di vv. 693, si analizzano le tecniche di caccia: esche vive, attrezzatura, avvelenamento dell'acqua. Infine, nel V, in 680 versi, proemio, si descrivono mostri marini, balena, squalo, foca, tartaruga, testuggine, pescatori di spugne, per chiudere con un epilogo.
L'opera ebbe la sua editio princeps nel 1517 presso Aldo Manuzio a cura di Lorenzo Lippi da Colle; questa aldina conteneva anche i Cynegetica di Oppiano di Apamea. Sempre congiuntamente a quest'ultima ricevette la prima traduzione italiana in versi, da parte di Anton Maria Salvini, a Firenze nel 1728.